# 金山镇 (淄博市)
金山镇，是中华人民共和国山東省淄博市临淄区下辖的一个乡镇级行政单位。2019年中国百强乡镇第71名。

## 行政区划
金山镇下辖以下地区：
南仇东社区、南仇西社区、南仇南社区、南仇北社区、福山社区、石化集团第十建设公司社区、齐鲁石化齐翔工贸公司社区、齐鲁石化生活管理部峰山社区、齐鲁石化生活管理部汞山社区、齐鲁石化生活管理部炼厂社区、南杨村、王寨东村、王寨西村、业旺东村、业旺西村、冯家村、韩家村、边家村、路口村、马家村、于家村、洋浒崖村、左庄村、金阳村、边河村、西刘村、瑟雅村、小寨村、赵庄村、北刘村、崔碾村、东张村、西张村、北崖村、东崖村、西崖村、南术南村、西太平村、袁上村、中疃村、南术西村、南术北村、坡子村、黎金山村、闫下村、田旺村、搭岭村、大寨村、徐旺村、吴胡同村、涧西村、杨上村和辛庄村。